# Raymond Mommens
Raymond Mommens (Lebbeke, 1958. december 27. –) Európa-bajnoki ezüstérmes belga labdarúgó, csatár, edző.
Részt vett az 1980-as olaszországi Európa-bajnokságon, az 1982-es spanyolországi világbajnokságon, az 1984-es franciaországi Európa-bajnokságon és az 1986-os mexikói világbajnokságon.

## Sikerei, díjai
Belgium
- Európa-bajnokság
  - ezüstérmes: 1980, Olaszország
- Világbajnokság
  - 4.: 1986, Mexikó